# Dynamos FC (Południowa Afryka)
Dynamos Football Club – klub piłkarski z Południowej Afryki założony w 1997 w Giyani. Dynamos rozgrywa swoje mecze na stadionie Nkowa-Nkowa w Tzaneen lub na stadionie Lulekani w Phalaborwa. Wśród kibiców w RPA klub zwany jest „Ri Khomeni Ri Nga Peli (Never let it set), The Dynamites”. Klub występuje obecnie w drugiej lidze Południowej Afryki, zwanej National First Division.